# Bruno Dumont

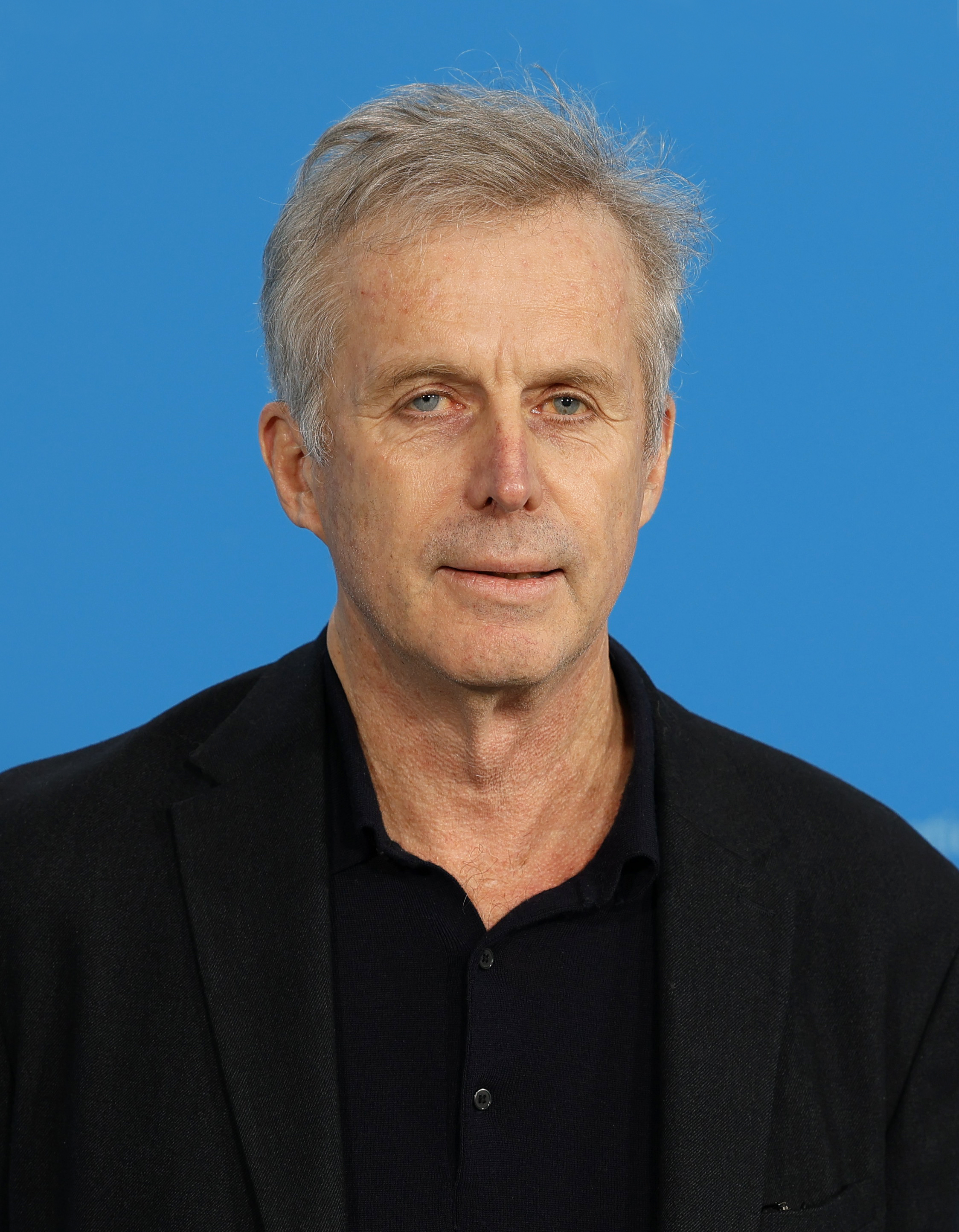
Bruno Dumont (2024)

Bruno Dumont (anhörenⓘ; * 14. März 1958 in Bailleul (Nord)) ist ein französischer Filmregisseur und Drehbuchautor.

## Leben
Vor seiner Filmkarriere unterrichtete Dumont Philosophie und drehte Werbefilme. Seine Spielfilme wurden beim Filmfestival von Cannes mehrfach ausgezeichnet. L’Humanité und Flandern (2006) erhielten jeweils den Großen Preis der Jury. Das Leben Jesu (1997) wurde  mit einer Goldenen Kamera – besondere Erwähnung bedacht.
Dumonts Film Camille Claudel 1915 mit Juliette Binoche erhielt eine Einladung in den Wettbewerb der 63. Berlinale. 2016 erhielt er für Ma loute (englischsprachiger Festivaltitel: Slack Bay) seine dritte Einladung in den Wettbewerb der 66. Internationalen Filmfestspiele von Cannes.
Seine Filme zeigen oft die Hässlichkeit der extremen Gewalt und provokant sexuelles Verhalten.
Bruno Dumont drehte mehrmals mit dem 2013 verstorbenen französischen Schauspieler David Dewaele, darunter Flandern, Hadewijch und Hors Satan. Letzterer erhielt von internationaler Kritik und Presse, unter anderem von The New York Times und von The Guardian, sehr wohlwollende Kritiken.
2017 kam Dumonts Verfilmung der Kindheit von Jeanne d’Arc als Heavy-Metal- bzw. Hip-Hop-Musical heraus: Jeannette – Die Kindheit der Jeanne d’Arc. Der Nachfolgefilm Jeanne d’Arc  (jeweils mit Lise Leplat Prudhomme als Jeanne d’Arc) – der ebenfalls mit Musical-Elementen arbeitet – wurde 2019 in Cannes in der Reihe „Un Certain Regard“ gezeigt. Beide Filme basieren auf Stücken von Charles Péguy.
Im Jahr 2021 erhielt er für seinen Spielfilm France seine vierte Einladung in den Wettbewerb um die Goldene Palme des Filmfestivals von Cannes. Drei Jahre später brachte ihm sein Science-Fiction-Streifen Das Imperium (2024) den Preis der Jury der 74. Berlinale ein.

## Filmografie
Als Regisseur und Drehbuchautor, sofern nicht anders angegeben.
- 1997: Das Leben Jesu (La vie de Jésus)
- 1999: L’Humanité (L’humanité)
- 2003: Twentynine Palms
- 2006: Flandern (Flandres)
- 2009: Hadewijch
- 2011: Hors Satan
- 2011: Sibérie (Dokumentarfilm) – als Kameramann
- 2013: Camille Claudel 1915
- 2014: Kindkind (P’tit Quinquin) (TV-Mehrteiler, 4 Folgen)
- 2016: Die feine Gesellschaft (Ma loute)
- 2017: Jeannette – Die Kindheit der Jeanne d’Arc (Jeannette, l’enfance de Jeanne d’Arc)
- 2018: Quakquak und die Nichtmenschen (Coincoin et les z'inhumains) (TV-Mehrteiler, 4 Folgen)
- 2019: Jeanne d’Arc (Jeanne)
- 2021: France
- 2024: Das Imperium (L’Empire)

## Auszeichnungen
- 2018: Locarno Festival – Pardo d’onore (Ehrenleopard)